# G.I. Joe – Die Abrechnung
G.I. Joe – Die Abrechnung (OT: G.I. Joe: Retaliation) ist ein US-amerikanischer Actionfilm mit Science-Fiction-Elementen aus dem Jahr 2013. Er ist die Fortsetzung zu G.I. Joe – Geheimauftrag Cobra (2009). Regie führte Jon M. Chu. Wie sein Vorgänger basiert der Film auf der Spielzeugreihe G.I. Joe von Hasbro.

## Handlung
Die Handlung knüpft unmittelbar an die Handlungsstränge aus Geheimauftrag Cobra an und setzt diese fort: Der Präsident der Vereinigten Staaten wurde gekidnappt und ist heimlich durch Zartan, ein Mitglied der Organisation „Cobra“, ersetzt worden. Als vermeintlicher „Präsident“ beschuldigt er die Elitetruppe G.I. Joe, Nuklearwaffen gestohlen zu haben, und lässt durch einen Militärschlag einen Großteil des Teams töten. Bei diesem Attentat kommt auch Duke, der bisherige Kommandant, ums Leben. Während sich die überlebenden Mitglieder Roadblock, Lady Jaye und Flint in Richtung Hauptstadt durchschlagen, trainieren Snake Eyes und Storm Shadows Cousine Jinx beim Blind Master und bereiten sich auf einen Schlag gegen den Superkämpfer Storm Shadow vor, den vermeintlichen Mörder von Hard Master.
Firefly und Storm Shadow gelingt es unterdessen, den Cobra Commander zu befreien. Dessen perfider Plan soll Cobra die absolute Macht über den Planeten verleihen: Geheime Satellitentechnik soll die Hauptstädte der Erde vernichten. Die verbliebenen G.I. Joes treffen sich mit General Joseph Colton, der sich aus dem Ruhestand zurückmeldet, nachdem die drei ihm den Beweis geliefert haben, dass der Präsident der Vereinigten Staaten ausgetauscht wurde. Snake Eyes und Jinx nehmen derweil Storm Shadow gefangen. Es stellt sich heraus, dass Zartan der Mörder des Hard Master war. So schließt sich auch Storm Shadow einmalig den Joes an, um den Tod des Meisters zu rächen.
Schließlich kommt es zu einem Showdown, in dessen Verlauf es Roadblock gelingt, Firefly die Steuerungszentrale der Satellitenabwehr abzunehmen, um diese zu deaktivieren und letztendlich zu zerstören. Zartan wird von Storm Shadow im Zweikampf getötet. Der Cobra Commander kann fliehen, und auch Storm Shadow verschwindet nach dem Gefecht. Die verbliebenen Joes werden vom echten Präsidenten wieder eingesetzt und feierlich als Helden geehrt.

## Hintergrund
Nach dem Erfolg des ersten Teils wurde ein zweiter Teil in Auftrag gegeben. Für das Drehbuch waren die beiden Drehbuchschreiber von Zombieland verantwortlich. Von der ursprünglichen Besetzung blieben lediglich Channing Tatum, Arnold Vosloo, Ray Park, Jonathan Pryce und Byung-hun Lee erhalten. Tatum musste die Rolle gegen seinen Willen annehmen, da das Studio auf vertragliche Verpflichtungen pochte. Neu hinzu kamen u. a. Bruce Willis und Dwayne Johnson. Ursprünglich war auch geplant, dass Stephen Sommers als Regisseur erhalten bleiben sollte, doch Paramount Pictures setzte schließlich John M. Chu ein.
Die Dreharbeiten begannen im August 2011 in Louisiana. Am 22. November 2011 kam es zu einem tragischen Unfall in New Orleans, bei dem ein Crewmitglied des Sounddepartements starb.
Ursprünglich für Mitte 2012 angekündigt, wurde der Filmstart verlegt, um den Film auch in 3D anbieten zu können. Der Film erschien schließlich in den USA im März 2013. Gleichzeitig wurde eine eigene Spielzeugreihe von Hasbro herausgegeben, die bereits 2012 erhältlich war und zum Filmstart erneut aufgelegt wurde. In Deutschland kam der Film am 28. März 2013 in die Kinos.
In Pakistan wurde der Film von der Zensurbehörde verboten, da der Staat in den Eröffnungssequenzen als feindliches Regime dargestellt wurde.

## Kritik
„All das wird in waffenstrotzendem Overkill mit markigen Sprüchen und keinem Funken Verstand in Szene gesetzt. Immerhin wich die faschistoide Gesinnung vom ersten Teil des Hasbro-Franchises effektvollerem 3D. Als Film für denkende Menschen in jedem Fall fragwürdig.“

„Mit atemberaubenden Actionszenen und einer zum Genre passenden Besetzungsliste bietet G.I. JOE 2: DIE ABRECHNUNG tolle Unterhaltung für einen actiongeladenen 3D-Kinoabend. Die jeweilige Zielgruppe wird es dabei am wenigsten stören, wenn die Charaktere nur oberflächlich angeschnitten werden.“